# Brazilië op de Olympische Zomerspelen 1948
Brazilië nam deel aan de Olympische Zomerspelen 1948 in Londen, Engeland. Voor het eerst sinds 1924 werd weer een medaille gewonnen.

## Medailles
| Sport | Olympiër | Discipline | Medaille |
| --- | --- | ---------- | -------- |
| Basketbal | \| Basketbalteam mannen \| Basketbalteam mannen \| \| ---------------------------------------------------------------------------------------------------------------------------------------------------- \| -------------------- \| \| Algodão Bráz Alfredo da Motta Ruy de Freitas Marcus Vinícius Dias Afonso Évora Alexandre Gemignani Alberto Marson Nilton Pacheco Massinet Sorcinelli \| \| | mannen     | Brons    |
| Basketbalteam mannen | |            |          |
| Algodão Bráz Alfredo da Motta Ruy de Freitas Marcus Vinícius Dias Afonso Évora Alexandre Gemignani Alberto Marson Nilton Pacheco Massinet Sorcinelli | |            |          |

## Resultaten en deelnemers

### Atletiek
| Olympiër                                                    | Discipline             | Resultaat    | Prestatie                                                                 |
| ----------------------------------------------------------- | ---------------------- | ------------ | ------------------------------------------------------------------------- |
| Aroldo da Silva                                             | 100m (m)               | kwartfinale  | serie 5: 2e in 10,6 kwartfinale 4: 4e                                     |
| Hélio da Silva                                              | 100m (m)               | series       | serie 8: 4e                                                               |
| Ivan Hausen                                                 | 100m (m)               | kwartfinale  | serie 2: 2e in 10,9 kwartfinale 1: 4e                                     |
| Aroldo da Silva                                             | 200m (m)               | halve finale | serie 8: 2e in 21,9 kwartfinale 2: 3e in 22,0 halve finale 1: 4e          |
| Ivan Hausen                                                 | 200m (m)               | kwartfinale  | serie 11: 2e in 22,2 kwartfinale 4: 4e in 22,3                            |
| Rosalvo Ramos                                               | 200m (m)               | kwartfinale  | serie 5: 2e in 22,2 kwartfinale 1: 6e                                     |
| Rosalvo Ramos                                               | 400m (m)               | 10e          | serie 10: 2e in 49,2 kwartfinale 1: 3e in 48,7 halve finale 2: 5e in 49,1 |
| Aroldo da Silva Hélio da Silva Ivan Hausen Rosalvo Ramos    | 4x100m (m)             | 8e           | serie 1: 3e in 42,4                                                       |
| Adhemar da Silva                                            | hink-stap-springen (m) | 8e           | kwalificatie: 4e met 14,69m finale: 8e met 14,49m                         |
| Hélio da Silva                                              | hink-stap-springen (m) | 11e          | kwalificatie: 6e met 14,64m finale: 11e met 14,31m                        |
| Geraldo de Oliveira                                         | hink-stap-springen (m) | 5e           | kwalificatie: 9e met 14,59m finale: 5e met 14,825m                        |
| João Vieira                                                 | hink-stap-springen (m) | 17e          | kwalificatie: 17e met 14,28m                                              |
|                                                             |                        |              |                                                                           |
| Helena de Menezes                                           | 100m (v)               | series       | serie 7: 3e in 13,2                                                       |
| Benedita de Oliveira                                        | 100m (v)               | series       | serie 2: 4e in 13,2                                                       |
| Elizabeth Müller                                            | 100m (v)               | series       | serie 5: 4e in 13,2                                                       |
| Helena de Menezes                                           | 200m (v)               | 28e          | serie 1: 4e in 26,6                                                       |
| Melania Luz                                                 | 200m (v)               | 31e          | serie 2: 4e in 27,7                                                       |
| Lucila Pini                                                 | 200m (v)               | 30e          | serie 3: 3e in 27,6                                                       |
| Benedita de Oliveira Melânia Luz Gertrudes Morg Lucila Pini | 4x100m (v)             | 9e           | serie 1: 4e in 49,0                                                       |
| Gertrudes Morg                                              | verspringen (v)        | 20e          | kwalificatie: 20e met 5,12m                                               |
| Elizabeth Müller                                            | hoogspringen (v)       | 17e          | 1,40m                                                                     |
| Elizabeth Müller                                            | kogelstoten (v)        | 13e          | kwalificatie: 13e met 11,87m                                              |

### Basketbal
| Olympiër | Discipline | Resultaat | Prestatie |
| --- | ---------- | --------- | --- |
| Algodão Bráz Alfredo da Motta Ruy de Freitas Marcus Vinícius Dias Afonso Évora Alexandre Gemignani Alberto Marson Nilton Pacheco Massinet Sorcinelli | mannen     | Brons     | groep A: 1e W van Hongarije: 45-41 W van Uruguay: 36-32 W van Groot-Brittannië: 76-11 W van Canada: 57-35 W van Italië: 47-31 kwartfinale: W van Tsjecho-Slowakije: 28-23 halve finale: V van Frankrijk: 33-45 troostfinale: W van Mexico: 52-47 |

| Groep A |                  |             |             |             |            |            |            |        |
| №       | Land             | Wedstrijden | Wedstrijden | Wedstrijden | Doelpunten | Doelpunten | Doelpunten | Punten |
| №       | Land             | G           | W           | V           | V          | T          | Saldo      | Punten |
| 1       | Brazilië         | 5           | 5           | 0           | 261        | 150        | +111       | 10     |
| 2       | Uruguay          | 5           | 3           | 2           | 246        | 170        | +76        | 8      |
| 3       | Hongarije        | 5           | 3           | 2           | 201        | 172        | +29        | 8      |
| 4       | Canada           | 5           | 3           | 2           | 222        | 205        | +17        | 8      |
| 5       | Italië           | 5           | 1           | 4           | 170        | 208        | -38        | 6      |
| 6       | Groot-Brittannië | 5           | 0           | 5           | 103        | 298        | –195       | 5      |

| Ronde          | Plaats   | Land  | Score             | Land |
| -------------- | -------- | ----- | ----------------- | ---- |
| Groepsfase     |          |       |                   |      |
| Londen         | Brazilië | 45-41 | Hongarije         |      |
| Londen         | Brazilië | 36-32 | Uruguay           |      |
| Londen         | Brazilië | 76-11 | Groot-Brittannië  |      |
| Londen         | Brazilië | 57-35 | Canada            |      |
| Londen         | Brazilië | 47-31 | Italië            |      |
| Kwartfinale    |          |       |                   |      |
| Londen         | Brazilië | 28-23 | Tsjecho-Slowakije |      |
| Halve finale   |          |       |                   |      |
| Londen         | Brazilië | 33-45 | Frankrijk         |      |
| Bronzen finale |          |       |                   |      |
| Londen         | Mexico   | 47-52 | Brazilië          |      |

### Boksen
| Olympiër             | Discipline | Resultaat | Prestatie |
| -------------------- | ---------- | --------- | --- |
| Manoel do Nascimento | -54kg (m)  | 17e       | 1e ronde: V van HUN Csik: gediskwalificeerd                                                                        |
| Raúl Zumbano         | -62kg (m)  | 5e        | 1e ronde: W van LUX Ehringer: knock-out 2e ronde: W van FRA Caulet: punten kwartfinale: V van USA Smith: knock-out |
| Vicente dos Santos   | +80kg (m)  | 17e       | 1e ronde: V van USA Lambert: punten                                                                                |

### Moderne vijfkamp
| Olympiër         | Discipline | Resultaat | Prestatie |
| ---------------- | ---------- | --------- | --- |
| Humberto Bedford | mannen (m) | 43e       | paardensport: 37e met 15 punten schermen: 43e met 8 overwinningen schietsport: 40e met 166 punten zwemmen: 43e in 7.27,7 atletiek: 42e in 19.51,7 totaal: 146 punten    |
| Aloysio Borges   | mannen (m) | 38e       | paardensport: 33e met 45 punten schermen: 26e met 17 overwinningen schietsport: 36e met 167 punten zwemmen: 8e in 4.40,3 atletiek: gediskwalificeerd totaal: 205 punten |
| Aëcio Coelho     | mannen (m) | 30e       | paardensport: 15e met 94 punten schermen: 1e met 28 overwinningen schietsport: 33e met 172 punten zwemmen: 39e in 6.47,4 atletiek: 37e in 17.34,1 totaal: 125 punten    |

### Paardensport
| Olympiër                                       | Discipline  | Resultaat | Prestatie |
| Eventing                                       | Eventing    | Eventing  | Eventing |
| ---------------------------------------------- | ----------- | --------- | --- |
| Aëcio Coelho                                   | individueel | 31e       | dressuur: 16e met 114 strafpunten crosscountry: 14e met 72 punten springconcours: 16e met 10 strafpunten totaal: 52 strafpunten       |
| Anísio da Rocha                                | individueel | DNF       | dressuur: 44e met 185 strafpunten crosscountry: 35e met 44 strafpunten springconcours: niet gefinisht                                 |
| Renyldo Ferreira                               | individueel | 7e        | dressuur: 43e met 184 strafpunten crosscountry: 33e met 26 strafpunten springconcours: 32e met 40 strafpunten totaal: 250 strafpunten |
| Aëcio Coelho Anísio da Rocha Renyldo Ferreira  | team        | DNF       | dressuur: 13e met 483 strafpunten crosscountry: 10e met 2 punten springconcours: niet gefinisht                                       |
| Springconcours                                 |             |           | |
| Eloy de Menezes                                | individueel | DNF       | niet gefinisht |
| Francisco Pontes                               | individueel | 10e       | 20 strafpunten |
| Ruben Ribeiro                                  | individueel | DNF       | niet gefinisht |
| Eloy de Menezes Francisco Pontes Ruben Ribeiro | team        | DNF       | niet gefinisht |

### Roeien
| Olympiër                     | Discipline      | Resultaat | Prestatie                                          |
| ---------------------------- | --------------- | --------- | -------------------------------------------------- |
| Paulo Diebold Pércio Zancani | twee-zonder (m) | 7e        | serie 4: 1e in 7.33,1 halve finale 3: 2e in 8.18,6 |

### Schermen
| Olympiër                                                                                     | Discipline     | Resultaat | Prestatie                                                 |
| -------------------------------------------------------------------------------------------- | -------------- | --------- | --------------------------------------------------------- |
| Mario Biancalana                                                                             | degen (m)      | 13e       | 1e ronde groep 2: 4e kwartfinale 2: 2e halve finale 2: 7e |
| Henrique de Aguilar                                                                          | degen (m)      | 57e       | 1e ronde groep 6: 6e                                      |
| Fortunato de Barros                                                                          | degen (m)      | 47e       | 1e ronde groep 4: 5e                                      |
| Mario Biancalana Henrique de Aguilar Fortunato de Barros Walter de Paula Salvatore Scianamea | degen team (m) | 13e       | 1e ronde groep 5: 3e                                      |
| Lodovico Alessandri                                                                          | floret (m)     | 31e       | 1e ronde groep 4: 3e kwartfinale 3: 8e                    |
| Salvatore Scianamea                                                                          | floret (m)     | 62e       | 1e ronde groep 1: 8e                                      |
| Etienne Molnar                                                                               | sabel (m)      | 27e       | 1e ronde groep 8: 2e kwartfinale 2: 7e                    |

### Schietsport
| Olympiër                | Discipline              | Resultaat | Prestatie                         |
| ----------------------- | ----------------------- | --------- | --------------------------------- |
| Manoel Braga            | 50m geweer liggend (m)  | 28e       | 589 punten: (98-99-99-99-99-95)   |
| João de Faria           | 50m geweer liggend (m)  | 45e       | 584 punten: (100-97-97-98-97-95)  |
| Antônio Guimarães       | 50m geweer liggend (m)  | 13e       | 594 punten: (100-98-98-99-99-100) |
| Álvaro dos Santos Filho | 50m pistool (m)         | 31e       | 509 punten: (81-90-82-80-86-90)   |
| Silvino Ferreira        | 50m pistool (m)         | 28e       | 511 punten: (83-81-85-86-90-86)   |
| Álvaro dos Santos Filho | 25m snlevuurpistool (m) | 34e       | 527 punten: (250-277)             |
| Pedro Simão             | 25m snlevuurpistool (m) | 30e       | 540 punten: (264-276)             |
| Allan Sobocinski        | 25m snlevuurpistool (m) | 56e       | 490 punten: (262-228)             |

### Schoonspringen
| Olympiër       | Discipline    | Resultaat | Prestatie                                                                          |
| -------------- | ------------- | --------- | ---------------------------------------------------------------------------------- |
| Gunnar Kemnitz | 3m plank (m)  | 21e       | voorronde: 25e met 31,36 punten finale: 18e met 70,86 punten totaal: 102,22 punten |
| Milton Busin   | 3m plank (m)  | 11e       | voorronde: 12e met 38,58 punten finale: 11e met 75,28 punten totaal: 113,86 punten |
| Gunnar Kemnitz | 10m toren (m) | 16e       | voorronde: 20e met 36,06 punten finale: 16e met 53,94 punten totaal: 90,00 punten  |

### Zeilen
| Olympiër                                                                                          | Discipline | Resultaat | Prestatie                           |
| ------------------------------------------------------------------------------------------------- | ---------- | --------- | ----------------------------------- |
| Wolfgang Edgard Richter                                                                           | firefly    | 11e       | 2904 punten: (7-DNF-6-19-4-15-9)    |
| Carlos Borchers Victorio Walter Dos Reis Ferraz                                                   | swallow    | 10e       | 2630 punten: (9-11-9-12-8-2-5)      |
| Joao Jose Bracony Carlos Melo Bittencourt Filho E. Rocco de Paula Simoes M. Rocco de Paula Simoes | star       | 14e       | 1644 punten: (16-13-11-10-14-10-11) |

### Zwemmen
| Olympiër                                                                  | Discipline            | Resultaat | Prestatie                                                                       |
| ------------------------------------------------------------------------- | --------------------- | --------- | ------------------------------------------------------------------------------- |
| Aram Boghossian                                                           | 100m vrije slag (m)   | 14e       | serie 4: 2e in 1.00,9 halve finale 1: 8e in 1.01,0                              |
| Plauto Guimarães                                                          | 100m vrije slag (m)   | 33e       | serie 1: 5e in 1.03,7                                                           |
| Sérgio Rodrigues                                                          | 100m vrije slag (m)   | 22e       | serie 5: 4e in 1.01,6                                                           |
| Rolf Kestener                                                             | 1500m vrije slag (m)  | 14e       | serie 2: 3e in 20.36,3 halve finale 1: 7e in 20.44,6                            |
| Ilo da Fonseca                                                            | 100m rugslag (m)      | 15e       | serie 2: 2e in 1.11,9 halve finale 1: 8e in 1.01,0 halve finale 2: 7e in 1.11,6 |
| Hélio Silva                                                               | 100m rugslag (m)      | 11e       | serie 6: 3e in 1.10,5 halve finale 2: 5e in 1.10,1                              |
| Paulo Silva                                                               | 100m rugslag (m)      | 9e        | serie 4: 3e in 1.10,0 halve finale 1: 6e in 1.09,8                              |
| Willy Otto Jordan                                                         | 200m schoolslag (m)   | 6e        | serie 3: 1e in 2.46,4 halve finale 1: 2e in 2.43,9 finale: 6e in 2.46,4         |
| Aram Boghossian Willy Otto Jordan Rolf Kestener Sérgio Rodrígues          | 4x200m vrije slag (m) | 6e        | serie 1: 4e in 9.19,9 finale: 8e in 9.31,0                                      |
|                                                                           |                       |           |                                                                                 |
| Piedade Coutinho-Tavares                                                  | 100m vrije slag (v)   | 11e       | serie 3: 4e in 1.08,6 halve finale 2: 7e in 1.09,5                              |
| Maria da Costa                                                            | 100m vrije slag (v)   | 32e       | serie 4: 7e in 1.16,0                                                           |
| Eleonora Schmidt                                                          | 100m vrije slag (v)   | 21e       | serie 2: 4e in 1.10,8                                                           |
| Piedade Coutinho-Tavares                                                  | 400m vrije slag (v)   | 6e        | serie 3: 1e in 5.30,0 halve finale 1: 3e in 5.31,1 finale: 6e in 5.29,4         |
| Edith de Oliveira                                                         | 100m rugslag (v)      | 19e       | serie 6: 4e in 1.22,5                                                           |
| Piedade Coutinho-Tavares Maria da Costa Talita Rodrígues Eleonora Schmidt | 4x100m vrije slag (v) | 6e        | serie 2: 4e in 4.51,4 finale: 6e in 4.49,1                                      |

Afghanistan · Argentinië · Australië · België · Bermuda · Birma · Brazilië · Brits-Guiana · Canada · Ceylon · Chili · Colombia · Cuba · Denemarken · Egypte · Filipijnen · Finland · Frankrijk · Griekenland · Groot-Brittannië · Hongarije · Ierland · IJsland · India · Irak · Iran · Italië · Jamaica · Joegoslavië · Libanon · Liechtenstein · Luxemburg · Malta · Mexico · Monaco · Nederland · Nieuw-Zeeland · Noorwegen · Oostenrijk · Pakistan · Panama · Peru · Polen · Portugal · Puerto Rico · Republiek China · Singapore · Spanje · Syrië · Trinidad en Tobago · Tsjecho-Slowakije · Turkije · Uruguay · Venezuela · Verenigde Staten · Zuid-Afrika · Zuid-Korea · Zweden · Zwitserland